# Диоцез Флориды
Диоцез Флориды (англ. Diocese of Florida, исп. Diócesis de la Florida) — епархия в составе IV церковной провинции Епископальной церкви в США. Диоцез основан 17 января 1838 года на территории штата Флорида. Включает 63 прихода. Численность регулярных прихожан составляет около 23 075 человек. В настоящее время епархией управляет епископ Сэмюэл Джонсон Говард. Главный храм епархии — собор Святого Иоанна в Джэксонвилле.

## История
17 января 1838 года в церкви Святого Иоанна в Таллахасси прошло собрание, которое учредило новую епархию Флориды, состоявшую из семи приходов, разбросанных всей территории штата. Собрание утвердило устав епархии, который был представлен Генеральному конвенту. 7 сентября 1838 года Флоридская епархия была принята в состав национальной церкви. Однако вплоть до 1851 года в епархии не было епископа. Ещё одним препятствием к развитию епархиальных структур было большое расстояние между приходами. Последнее затрудняло общение между духовенством. 15 октября 1851 года диоцез впервые возглавил епископ. Им стал Фрэнсис Хьюджер Ратледж, руководивший епархией вплоть до своей смерти в 1866 году.
2 мая 1861 года диоцез проголосовал за отправку делегатов на первое предварительное собрание епархий Конфедеративных Штатов Америки, которое прошло с 3 по 6 июля 1861 года в городе Монтгомери, в штате Алабама. 22 февраля 1866 года епархия проголосовала за воссоединение с Епископальной церковью. Генеральная конвенция 1892 года разделила епархию и создала отдельную миссионерскую юрисдикцию Южной Флориды. Тогда же епархиальная кафедра была перенесена из Сент-Огастина в Джэксонвилл. 4 мая 1951 года церковь Святого Иоанна в Джэксонвилле была преобразована в кафедральный собор.
В 1966 году была открыта Епископальная средняя школа в Джэксонвилле. Конец 1960-х и начало 1970-х годов было неспокойным для епархии временем. Проблемы, связанные с войной во Вьетнаме, расовой интеграцией и введения Книги общей молитвы 1968 года привели к разногласиям в отдельных общинах, епархии в целом и по всей стране. Однако епархиальные структуры продолжали своё развитие. С 1968 по 1974 год диоцез возвёл три высотных многоквартирных дома для престарелых в центре Джэксонвилля. В 1971 году был построен новый Епархиальный дом.
Генеральная конвенция 1970 года проголосовала за очередное разделение диоцеза Флориды и создании новой епархии на территории Северо-Западной Флориды и Южной Алабамы. Так в 1971 году был учреждён диоцез Центрального побережья Мексиканского залива.
С 1974 года в епархии разрешили рукополагать женщин в священнический сан. С середины 1970-х годов диоцез установил тесные отношения с Епископальной церковью на Кубе. С 1976 года началось движение обновления духовной жизни мирян, следствием чего стало основание в 1980 году лагеря «Уид» — центра евангелизации и восстановления. В 1990-х годах в епархии большое внимание уделялось благотворительной помощи бездомным, заключённым и малоимущим людям. Рукоположение в священники Джина Робинсона, первого открытого гомосексуала, и избрание главой Епископальной церкви первой женщины Кэтрин Джеффертс Шори привело к расколу в епархии. Часть духовенства и мирян заявила о выходе из состава Епископальной церкви и присоединении Англиканской коалиции в Северной Америке. Раскольников предупредили о последствиях, в частности, духовенство о лишении сана, а прихожан о выдворении из храмов, так как последние являлись собственностью Епископальной церкви.
Епархия Флориды была лидером в усилиях по восстановлению в штате Миссисипи после урагана Катрина в 2005 году. Диоцез направил 53 миссионерские команды в составе 300 добровольцев и материалы на сумму почти в 1 миллион долларов для церкви Святого Патрика и её прихожан в Лонг-Бич. Также между епархией и организацией «Узники Христа» было сформировано партнерство, которое занимается пастырскими нуждами заключенных в места лишения свободы и вышедших на свободу.

## Территория
Первоначально диоцез включал территорию всего штата Флорида. В настоящее время его границы проходят на западе по реке Апалачикола, на севере — по границе со штатом Джорджия, на востоке — по побережью Атлантического океана, на юге — по границам округов Волусия, Марион и Цитрус. 
Крупнейшие города епархии — Джексонвилл , Таллахасси и Гейнсвилл. Юрисдикция диоцеза распространяется на восточную половину округа Франклин и округа Либерти, Гадсден, Леон, Вакулла, Джефферсон, Мэдисон, Тейлор, Гамильтон, Сувонни, Дикси, Лафайет, Леви, Гилкрист, Колумбия, Бейкер, Юнион, Брэдфорд, Алачуа, Нассау, Дюваль, Сент-Джонс, Клэй, Патнэм и Флаглер.